# João Brites (maître charpentier)
Pour les articles homonymes, voir João Brites et Brites.
João Brites est un maître charpentier portugais, spécialisé dans les constructions navales au XXe siècle. Avec Rodolfo Fragoso, il crée le voilier Lusito dans les années 1940. Pour concevoir leur navire, les deux hommes s'inspirent en partie du Cap Cod canadien.
Le Lusito est la première embarcation destinée à l'apprentissage pratique de la voile, dans le domaine sportif, au Portugal. Il s'agit d'un monotype aux dimensions réduites, de près de 2,45 mètres de long. Il dispose d'un mât et d'une barre de mât de misaine creux, une partie de sa proue (patilhão) est mobile, il est équipé d'une structure Sloop-Marconi avec une grande voile, et a été conçu pour un marin.
Toutes ses caractéristiques en font un voilier très léger et très rapide. Il a été le navire de prédilection des jeunesses salazaristes, la Mocidade Portuguesa.